# Lisa Gålmark
Ingeborg Maria Elisabeth (Lisa) Persdotter Gålmark, född 1961, är en svensk författare, skribent och debattör.
Lisa Gålmark är dotter till civilekonomen Per Gålmark och Gunnel Cavalli-Björkman, född Eklöf. Gålmark är fil. mag. i historia och antogs 1987 till forskarutbildningen på Tema Vatten i natur och samhälle vid Linköpings universitet. Hon har även en fil. kand. med engelska, filosofi, historia och ekonomisk historia från 1986 samt har studerat genusvetenskap, teater- och performancevetenskap.
Under 1989-1999 var hon tidningen Djurens rätts kultur- och debattredaktör. I artiklar och böcker lanserade hon begreppet djurrätt som en utvidgning av människorätten, något som enligt organisationen Djurens rätt ledde till att: "En ny generation tog direkt ställning för djuren genom att bli vegetarianer eller veganer".
Lisa Gålmark är en av grundarna av Stockholms Fria Tidning (idag tidningen Syre) och ordnade dess startkapital genom riskkapitalisten Greg Dingizian. Hon var tidningens kulturredaktör från augusti till november 2001 allmänkolumnist liksom vegomatskolumnist i tidningen Metro (2001–2002) och därefter fri kulturskribent i bland annat Arbetaren, Aftonbladet kultur, tidskriften Bang, Falukuriren med särskild inriktning på litteratur, feminism och social rättvisa, miljö, klimat, relationen till djur. Lisa Gålmark är grundare av nätmuséet Arimneste Anima Museum, som fyra gånger om året ställer ut litteratur, konst och reflektioner.
Gålmark har forskat om tidiga vegetarianer, feminister och djurdebattörer, däribland Lizzy Lind af Hageby och hennes biografi över August Strindberg, Olympe de Gouges, Anna Katharina Ekberg, Ellen Börtz.
I artiklar och föreläsningar har hon uppmärksammat den animaliebaserade livsmedelsproduktionens inverkan på jämlikhet, miljöförändringar och klimatförändringar. I kulturstudien Skönheter och odjur (2005) liksom i texten i Global Harms (2008) introducerade och vidareutvecklade hon studiet av mänskliga maktrelationer visavi andra varelser ('djurkategorin') på svenska. I sina verk har hon bland annat myntat begreppen "köttnormativitet" (meat normativity), "vegofobi" (vegophobia) och "antroandrocentrism" (anthro-androcentrism) samt särskilt lyft djurkategorins roll i Aristoteles teori i hans verk Politiken.